# تكرار (إحصاء)

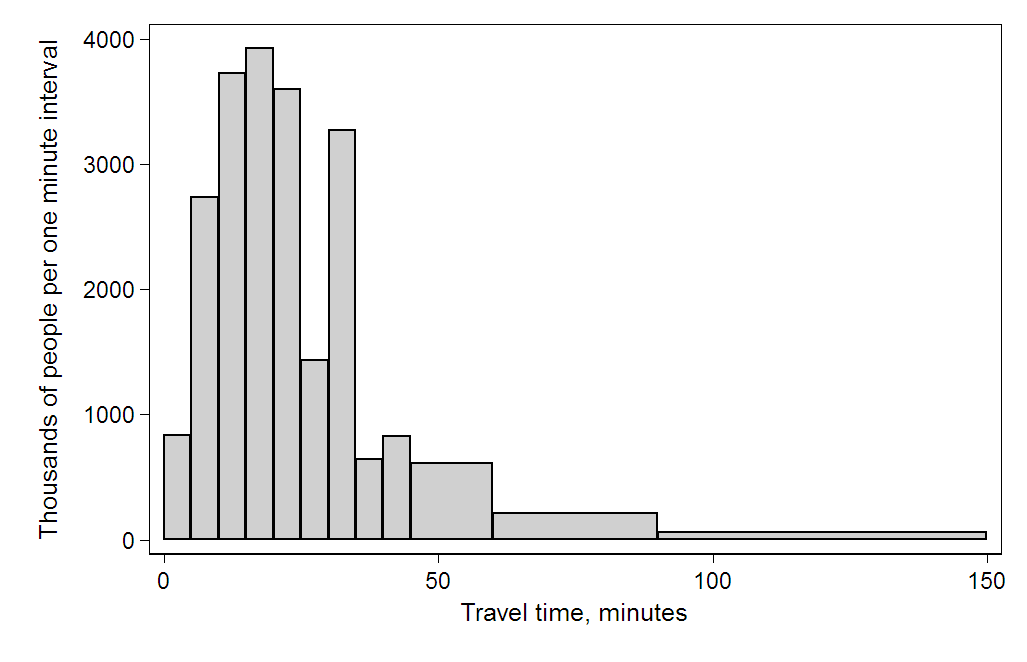

التكرار في علم الإحصاء لحادثة i هو عدد المرات 'ni التي وقعت فيها الحادثة قيد التجربة أو الدراسة.
رياضيا يعبر عنه بالعلاقة
{\displaystyle f_{i}={\frac {n_{i}}{N}}={\frac {n_{i}}{\sum _{i}n_{i}}}.}
بأخذ fi تكرار i لجميع مواد عينة ما وجدولتها يقود إلى التوزيع التكراري.
فمثلا، نعلم أن نسبة الأكسجين في الهواء 20 %. فإذا قمت باصطياد عشوائي لجزيئات من الهواء، فستجد أنك تصطاد 10 جزيئات أكسجين من بين 50 جزيئا قمت باصيادهم، (ونحو 40 جزيئا من النيتروجين). أي أن تكرار الأكسجين ن وهذا معناه أن الهواء يتكون بنسبة 20% من الأكسجين.
من ناحية أخرى فإن الهواء لا يتكون في الواقع من 80% من النيتروجين، ولكننا نجد فيه أجزاء صغيرة من غازات أخرى مثل ثاني أكسيد الكربون و غاز الميثان وأكاسيد النيتروجين . فالإحصاء يقوم بعد تكرار  تلك المكونات، كل على حدة. وبمعرفة المجموع يمكننا حساب نسبتها المئوية سواء في الهواء أو في مخلوط ما .